# Rumex oryzetorum
Rumex oryzetorum är en slideväxtart som beskrevs av K. H. Rechinger. Rumex oryzetorum ingår i släktet skräppor, och familjen slideväxter. Inga underarter finns listade i Catalogue of Life.